# 8258 McCracken
8258 McCracken este o planetă minoră (asteroid), cu un diametru de 3,355 km, din centura de asteroizi. A fost descoperită pe 15 septembrie 1982 la Observatorul Kleť de Antonín Mrkos. 
Obiectul prezintă o orbită caracterizată de o semiaxă mare de 2,314085 UAi, o excentricitate de 0,18, o înclinație de 5,09196 ° în raport cu ecliptica.